# Bernardo Arévalo
César Bernardo Arévalo de León (født 7. oktober 1958 i Montevideo, Uruguay) er en guatemalansk diplomat, sociolog, forfatter og politiker, som har været Guatemalas præsident siden januar 2024. Han besejrede den tidligere førstedame Sandra Torres i anden runde af præsidentvalget i 2023.
Arévalo er søn af den tidligere guatemalanske præsident Juan José Arévalo. Han er medlem og medstifter af det politiske parti Movimiento Semilla og har været deputeret i Guatemalas kongres siden januar 2020. Han var Guatmalas ambassadør i Spanien fra 1995 til 1996 og viceudenrigsminister fra 1994 til 1995.

## Opvækst og uddannelse
Arévalo blev født den 7. oktober 1958 i Montevideo, Uruguay, som søn af Juan José Arévalo, som var Guatemalas præsident mellem 1945 og 1951, og dennes anden kone, Margarita de León. På tidspunktet for Arévalos fødsel levede hans far i politisk eksil efter et statskup i 1954.
Arévalos familie forlod Uruguay, da han var under to år gammel, og han tilbragte dele af sin barndom i Venezuela, Mexico og Chile. Han kom til Guatemala for første gang som 15-årig for at studere på Liceo Guatemala, en privat katolsk skole i Guatemala City.
Arévalo dimitterede efterfølgende fra Det hebraiske universitet i Jerusalem i Israel med en bachelorgrad i sociologi, før han tog en doktorgrad i filosofi og socialantropologi fra Universiteit Utrecht i Holland.

## Diplomatisk karriere
Arévalo blev ansat som diplomat i Guatemalas udenrigsministerium i 1980'erne. Mellem 1984 og 1986 var han førstesekretær og konsul på Guatemalas ambassade i Israel, og efterfølgende fungerede han som ministerråd fra 1987 til 1988.
I 1988 vendte Arévalo tilbage til Guatemala, hvor han blev udnævnt til vicedirektør for strategiske studier og planlægning, igen i udenrigsministeriet. Han fortsatte som direktør for bilateral udenrigspolitik fra 1990 til 1991; internationale bilaterale relationer fra 1992 til 1993; og internationale økonomiske og multilaterale relationer fra 1993 til 1994.
I 1994 udnævnte præsident Ramiro de León Carpio Arévalo til viceudenrigsminister, en post Arévalo havde indtil 1995. I hans tid som viceudenrigsminister dekorerede Mexicos præsident Ernesto Zedillo Arévalo med Den Aztekiske Ørns Orden i 1995.
I 1995 udnævnte udenrigsminister Alejandro Maldonado Arévalo til Guatemalas ambassadør i Spanien; samme år præsenterede han sine akkreditiver for kong Juan Carlos I. I 1996 forlod Arévalo både sin stilling som ambassadør og udenrigsministeriet.

## Professionel karriere
Efter at have forladt sin karriere som diplomat var Arévalo medlem af bestyrelsen og fungerede som præsident for Meso-American Regional Research Centre. Fra 1999 havde Arévalo forskellige roller hos organisationen Interpeace, herunder rådgivning om fredsopbygning og konfliktløsning i Afrika, Asien og Latinamerika.
Ud over sit fredsbevarende arbejde har Arrévalo også arbejdet som rådgiver for organisationer som FN, United States Institute of Peace og University of San Diego. Han har skrevet bøger og artikler om emner som historie, politik, sociologi og diplomati.

## Politisk karriere
I 2015 deltog Arévalo i de guatemalanske protester, der krævede præsident Otto Pérez Molinas afgang. Kort efter protesterne var Arévalo blandt en gruppe intellektuelle, der dannede Semilla, en tænketank, som efterfølgende blev omdannet til det politiske parti Movimiento Semilla i 2017.
Arévalo blev annonceret som Semillas kandidat til præsidentvalget i 2019, men endte med at afslå kandidaturet. Han blev efterfulgt af Thelma Aldana, som i sidste ende fik forbud mod at stille op. Arévalo stillede i stedet op som kandidat til kongressen på den nationale liste og blev valgt som kongresmedlem med tiltrædelse den 14. januar 2020. Som kongresmedlem var han medlem af flere udvalg, herunder udvalgene for udenrigsanliggender, regeringsførelse, menneskerettigheder, national sikkerhed og nationalt forsvar. Han var også leder af den parlamentariske Semilla-blok mellem 2020 og 2022.
I 2022 blev han valgt som generalsekretær for Semilla efter Samuel Pérez Álvarez.

## Præsidentvalget i 2023
Den 22. januar 2023 blev Arévalo annonceret som Semillas præsidentkandidat ved valget i 2023. Han stillede op sammen med Karin Herrera som sin vicepræsidentkandidat.
Arévalos valgkampagne fokuserede på at bekæmpe korruption og usikkerhed i Guatemala, samt at skabe beskæftigelsesmuligheder og fremme klimapolitikken.
Den første meningsmåling foretaget af Prensa Libre i april 2023 viste, at Arévalo lå næstsidst blandt kandidaterne med 0,7 % af de adspurgte, der sagde, at de havde til hensigt at stemme på ham. Efterfølgende meningsmålinger viste, at støtten til Arévalo lå på omkring 2 % i juni og maj 2023.
I første runde af valget i 2023 blev Arévalo nummer to blandt kandidaterne med over 600.000 stemmer, og han gik videre til anden valgrunde sammen med Sandra Torres, en tidligere førstedame i Guatemala og kandidat for partiet Unidad Nacional de la Esperanza (UNEN). Arévalos andenplads blev beskrevet som en "overraskelse" af El País og BBC News.
Certificeringen af resultaterne blev forsinket på grund af en kontroversiel appel til forfatningsdomstolen fra ni højrefløjspartier, herunder det regerende parti, Vamos. Disse partier anfægtede resultatet med påstande om "uregelmæssigheder" og "valgsvindel" til fordel for Arévalo og gik så vidt som til at anmode om et nyt valg. Domstolen beordrede en ny gennemgang af de anfægtede resultater, som blev udført i løbet af den første uge af juli. Den nye gennemgang viste ingen større ændringer i de foreløbige resultater. Efterfølgende afviste højesteret partiernes appel og bemyndigede den øverste valgdomstol til at formalisere valgresultaterne.
Den 12. juli formaliserede TSE valgresultatet; samtidig meddelte anklager Rafael Curruchiche fra den offentlige anklagemyndighed, efter anmodning fra dommer Fedy Orellana, at Semilla var blevet suspenderet på grund af beskyldninger om at have forfalsket underskrifter for at etablere partiet i 2017. Arévalo udtalte i et CNN-interview, at han ville udfordre suspenderingen og hævdede, at retten ikke havde "noget juridisk grundlag" for at afsige kendelsen. Ligeledes bekræftede juridiske eksperter, at Orellana ikke handlede i overensstemmelse med landets valglove.
Den 13. juli omstødte forfatningsdomstolen, den højeste domstol for forfatningsret, Semillas suspension, så anden runde af præsidentvalget kunne afvikles. Ikke desto mindre blev der organiseret demonstrationer, der krævede justitsminister María Consuelo Porras', anklager Curruchiches og dommer Orellanas afgang.
Medlemmer af USA's kongres opfordrede USA's præsident Joe Biden til at indføre sanktioner mod dem, der er ansvarlige for at "true demokratiet" i Guatemala, og udtrykte bekymring over de handlinger, der blev foretaget mod Arévalos kandidatur. Tyve tidligere ledere fra Spanien og Latinamerika udsendte en fælles erklæring, der fordømte forsøgene på at diskvalificere Arévalo fra valget, og sammenlignede det med den nylige diskvalifikation af den venezuelanske oppositionsleder María Corina Machado.

## Præsidentskab
Det var planlagt at Arévalo skulle indsættes som Guatemalas præsident den 14. januar 2024, men arrangementet blev forsinket så han først blev i ed som præsident nogle minutter efter midnat den 15. januar.

## Privatliv
Arévalo har været gift tre gange. I 1983 giftede han sig med den argentinske statsborger Teresa Lapín Ganman; de blev skilt i 1992. Året efter giftede Arévalo sig med Eva Rivara Figueroa, en diplomatkollega, som han fik to døtre med. Siden 2011 har Arévalo været gift med Lucrecia Peinado. Han har seks børn.
Ud over sit modersmål spansk taler Arévalo engelsk, hebraisk, fransk og portugisisk.